# Hiiu (quartier de Tallinn)
Pour les articles homonymes, voir Hiiu.
Hiiu est un quartier du district de  Nõmme  à Tallinn en Estonie.

## Description
En 2019, Hiiu compte 3 892 habitants.
Sa superficie  est de 2,63 km2.
Les rues du quartier sont Hiiu asumis asuvad: Haldja tänav, Harku tänav, Hiiu tänav, Hiiu-Maleva tänav, Hiiu-Suurtüki tänav, Ilmarise tänav, August Kitzbergi tänav, Kärje tänav, Laste tänav, Lehola tänav, Leina tänav, Lootuse puiestee, Läänekaare tänav, Lühike tänav, Metsa tänav, Paiste tänav, Pargi tänav, Pidu tänav, Puu tänav, Põhjakaare tänav, Põllu tänav, Pärnu maantee, Rahu tänav, Raudtee tänav, Salve tänav, Sanatooriumi tänav, Seljaku tänav, Serva tänav, Sihi tänav, Sõlme tänav, Taara tänav, Torni tänav, Tähe tänav, Tähetorni tänav, Ugala tänav, Vabaduse puiestee, Vahtra tänav, Valve tänav, Vana-Mustamäe tänav, Vanemuise põik, Vanemuise tänav, Vääna tänav, Õuna tänav, Nõmme-Kase tänav, Kadaka puiestee.

## Population
| 2008  | 2010  | 2011  | 2012  | 2013  | 2014  |
| ----- | ----- | ----- | ----- | ----- | ----- |
| 3 903 | 3 897 | 3 891 | 3 942 | 3 933 | 4 017 |

| 2015  | 2016  | 2017  | 2018  | 2019  | 2020  |
| ----- | ----- | ----- | ----- | ----- | ----- |
| 3 986 | 3 991 | 3 970 | 3 967 | 3 892 | 3 898 |

| 2021  | 2022  | - | - | - | - |
| ----- | ----- | - | - | - | - |
| 3 823 | 3 820 | - | - | - | - |

## Transports
Les lignes de bus n° 10, 27 et 33 desservent le quartier.
La halte de Hiiu (et) de train de banlieue Elron est située dans le quartier.

## Lieux et monuments
Le cimetière de Hiiu-Rahu (et) et l'église Saint-Jean-Baptiste de Nõmme se trouvent à Hiiu, et le château de Glehn est situé juste à la frontière du quartier.
Le stade Hiiu et le centre de tennis Nõmme ainsi que plusieurs établissements de santé (centre de traitement Hiiu, EELK Tallinn Diakooniahaigla, deux bâtiments de l'hôpital régional du nord de l'Estonie) sont situés dans le quartier.
Le parc Glehn, le parc du Sanatorium, le parc de la Liberté, le boulevard Hiiu et le boulevard Rännaku se trouvent dans le quartier de Hiiu.

## Galerie

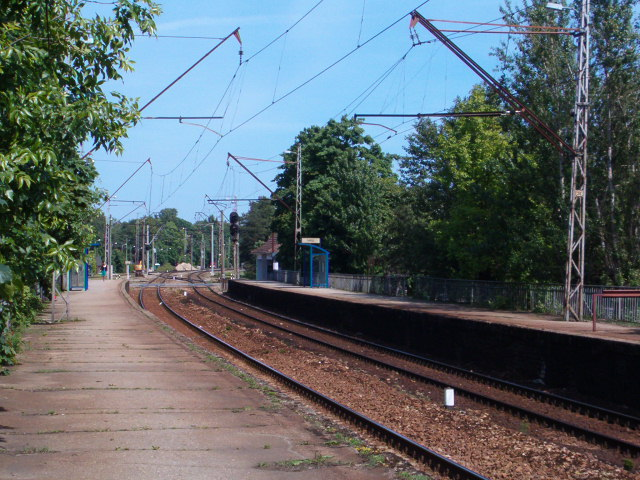
Gare de Hiiu.
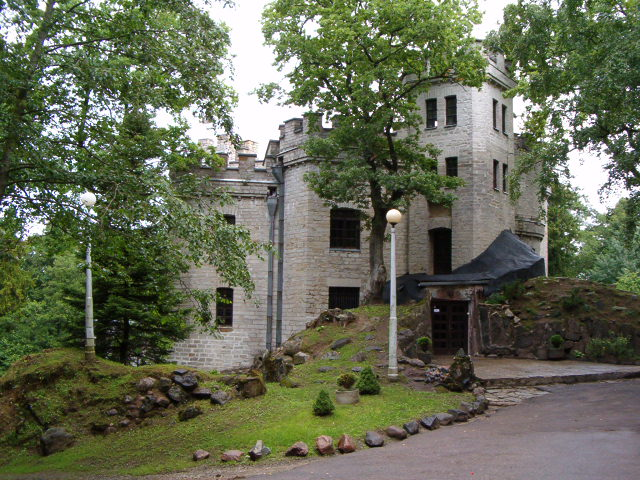
Château de Glehn
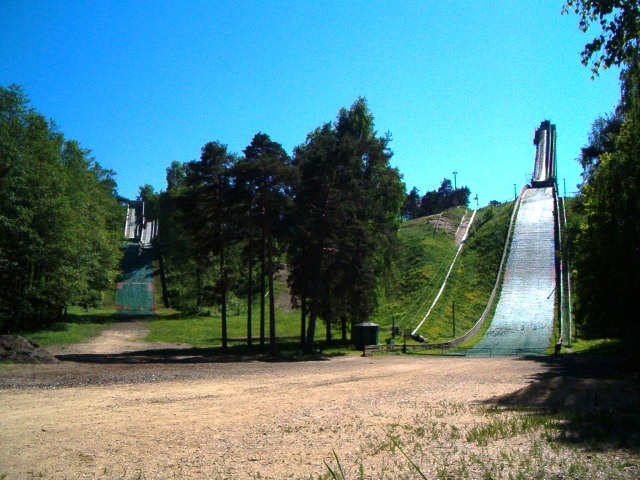
Tremplin de ski de Mustamäe
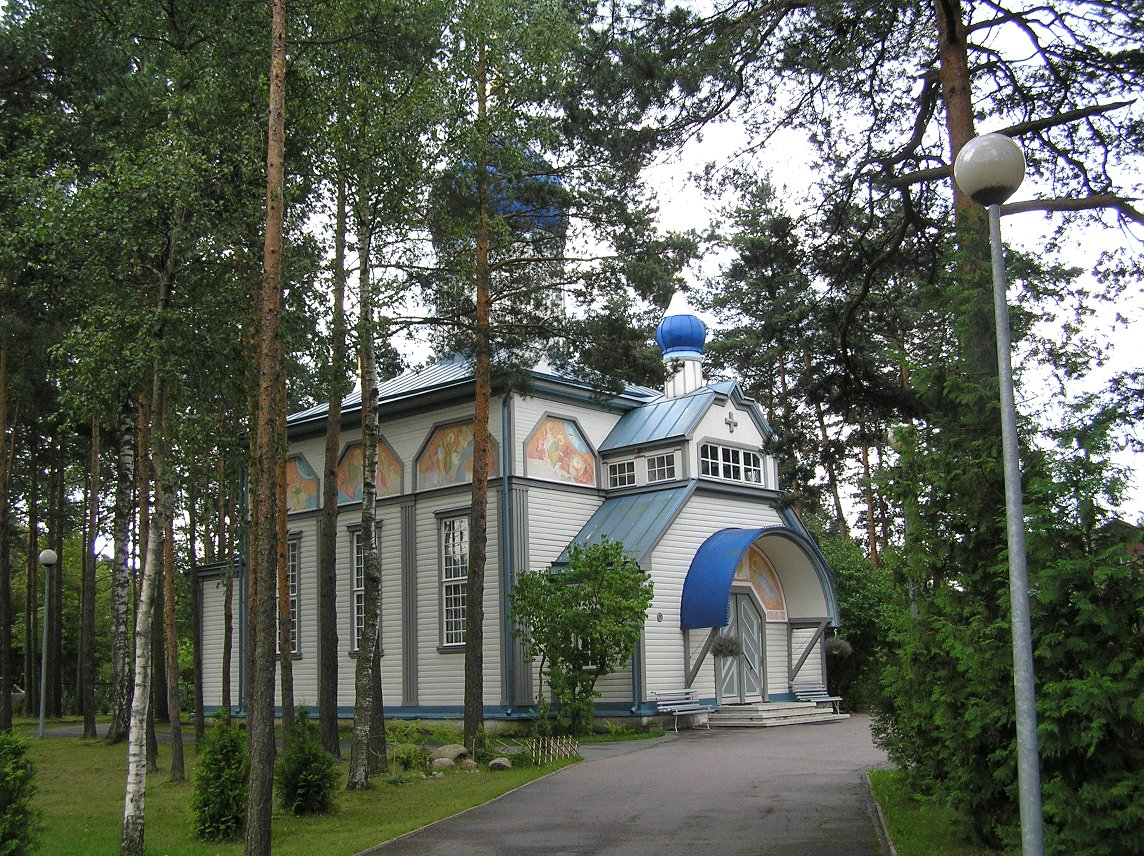
Église St-Jean-Baptiste